# Sevéria

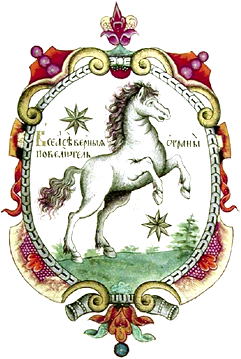
Brasão-de-armas da Severia, 1672

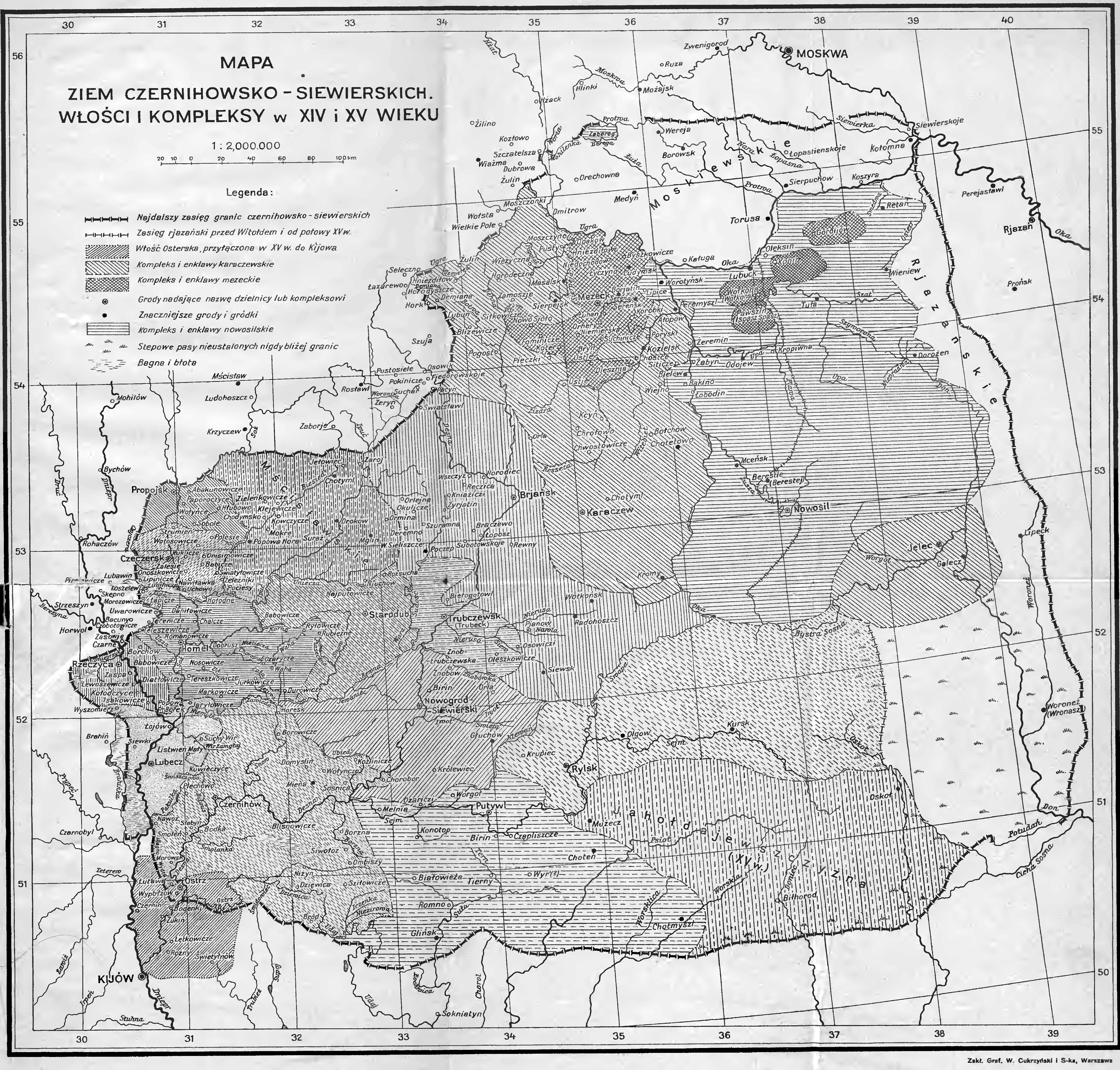
Mapa do século XV

Sevéria ou Sivéria (em russo: Северщина; romaniz.: Séverschina; em ucraniano:  Сіверія ou Сіверщина; em polonês/polaco: Siewierszczyzna) é uma região histórica da Ucrânia setentrional atual e do sudoeste da Rússia, centrada na cidade de Novogárdia Sevéria (localizada 45 km a sul da fronteira russa).

## Sevérios

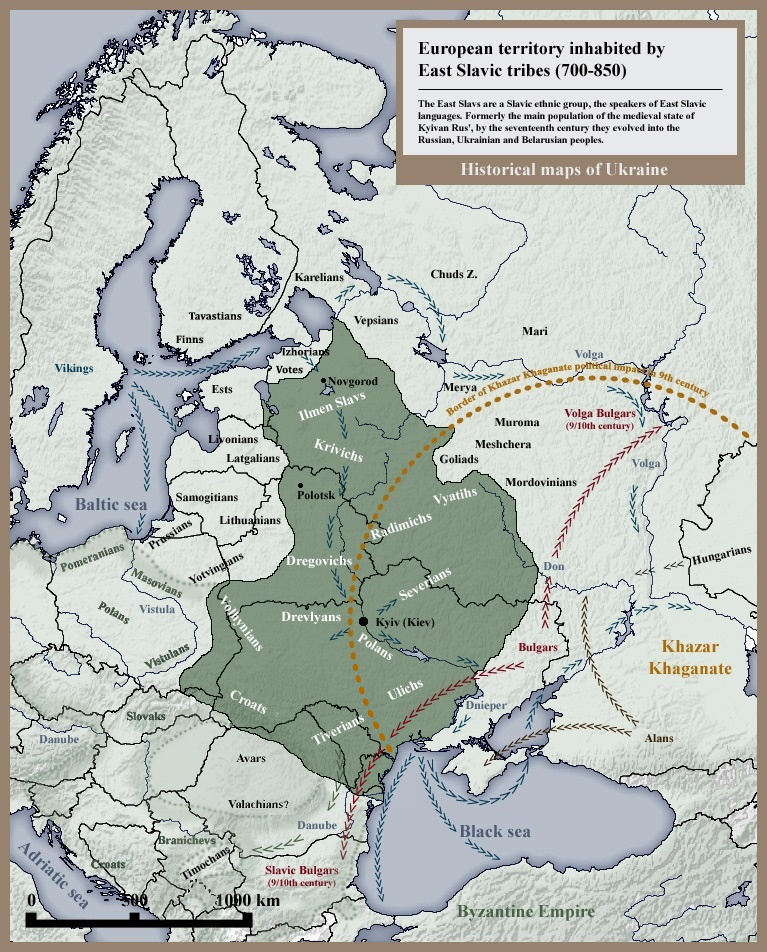
A distribuição das tribos eslavas na região da Sevéria.

A região recebeu o seu nome dos sevérios, uma tribo de eslavos orientais que habitavam o território nos finais do primeiro milénio depois de Cristo. Localizavam-se sobretudo nas actuais cidades de Novogárdia Sevéria (Nogorod-Síverski), Czernicóvia, Putyvl, Hlukhiv, Liubech, Curscha, Rylsk, Sevsk, Bransco e Bielogroda.
De acordo com a Crónica de Néstor, os sevérios, que pagavam tributo aos Cazares, juntamente com os polanos orientais, foram conquistados por Olegue de Quieve, que incorporou a suas terras na nova Rússia de Quieve. Nos tempos de Jaroslau I, o Sábio (1019-54), os sevérios tinham perdido a maior parte das características que os distinguiam, e as áreas de Sevéria junto ao curso superior do rio Desna eram controladas desde Czernicóvia.
Em 1096, Olegue I de Czernicóvia criou um grande principado sevério, que chegava às zonas superiores do rio Oka. Até ao final do século, o principado servia como estado tampão contra os ataques cumanos. O seu governante mais conhecido foi o príncipe Igor I de Novogárdia Sevéria (1150-1202), cujos feitos são contados na epopeia Lendas das Campanhas de Igor.
Após a invasão mongol da Rússia, o principado ficou em ruínas, tendo resistido a repetidas invasões tártaras. Conhecemos pouco sobre a Sevéria nos séculos XIII e XIV, já que existem poucas referências. No século XV, a região foi tomada pelo Grão-Ducado da Lituânia, cujos príncipes Gediminidas (de língua rutena e de religião ortodoxa) estabeleceram bases nas cidades de Nóvgorod-Siverski, Starodub e Trubchevsk. Depois da derrota lituana na Batalha de Vedrosha, o principado sevério passou para as mãos moscovitas, permanecendo como parte do Império russo, salvo um breve período de tempo entre 1618 e 1648 em que foi incorporado na Comunidade da Polónia-Lituânia após a Paz de Deulino de 1618.
No século XVIII, os hetman cossacos ucranianos estabelecer a sua residência nas localidades de Baturin, Hlukiv e Pochep. Hlukiv, em particular, desenvolveu-se como a verdadeira capital da Ucrânia do século XVIII. Depois da Revolução bolchevique, as terras de Sevéria, povoadas por uma população mista de russos e ucranianos, foram divididas entre as repúblicas socialistas soviéticas da Ucrânia e da Rússia, marcando a separação final das terras sevérias.